# Enea di Gaza
Enea di Gaza (... – 518 circa) è stato un filosofo e retore greco antico.
Di estrazione neoplatonica, poi convertitosi al cristianesimo, faceva parte della scuola retorica di Gaza, della quale fu tra i più eminenti interpreti, insieme a Procopio di Gaza, Zaccaria Scolastico, Coricio, e Zosimo di Gaza.

## Biografia
In un dialogo intitolato Teofrasto, allude a Ierocle di Alessandria come suo maestro, mentre nelle sue Lettere fa riferimento, come suo amico, a Procopio di Gaza, vissuto tra la fine del V e gli inizi del VI secolo. la datazione è confermata anche da una sua affermazione, in cui asserisce di aver sentito parlare alcuni di quei Confessori che, subirono la persecuzione religiosa, ebbero le lingue tagliate da Unnerico nel 484.
Convertitosi al cristianesimo, compose un dialogo intitolato Sull'immortalità dell'anima e la resurrezione del corpo, noto come Teofrasto dal nome del suo interlocutore.
Come tutti i cristiani di formazione neoplatonica, Enea stimava Platone come superiore ad Aristotele, sebbene avesse studiato il pensiero del primo attraverso gli insegnamenti della tradizione e lo studio degli scritti apocrifi di Platone. Come Sinesio di Cirene, Nemesio e altri, riteneva che il neoplatonismo fosse il sistema filosofico meglio in accordo con la rivelazione cristiana, ma, a differenza di Sinesio e Nemesio, ne rigettava alcune conclusioni che giudicava in contrasto con il dogma cristiano.